# 网络借贷
网络借贷，也称社交借貸、P2P借贷（P2P lending），是指个体和个体之间通过互联网平台实现的直接借贷。个体包含自然人、法人及其他组织。网络借贷作为新型借贷平台，其快速增长给传统借贷带来压力，并迫使其转型。由於提供這些服務的點對點貸款公司通常在線運營，因此它們可以以較低的管理費用運營，並且比傳統的金融機構更便宜地提供服務。

## 从业机构
网络借贷的从业机构被称为网络借贷信息中介机构，是指依法设立，专门从事网络借贷信息中介业务活动的金融信息中介企业。该类机构以互联网为主要渠道，为借款人与出借人（即贷款人）实现直接借贷提供信息搜集、信息公布、资信评估、信息交互、借贷撮合等服务。

## 各地发展

### 英国
2005年3月，理查德·杜瓦、詹姆斯·亚历山大、萨拉·马休斯和大卫·尼克尔森在英国伦敦创办了全球第一家P2P网络借贷平台Zopa。

### 美国
2006年2月，美國Prosper Marketplace成立。
2006年10月，美國Lendingclub成立，被认为是最具有影响力的网络借贷公司之一。

### 瑞典
2009年，TrustBuddy公司于瑞典斯德哥尔摩成立，并开展P2P网贷业务。此后该公司在纳斯达克OMX First North交易所上市，成为世界首个在公开市场交易的P2P平台，但该公司于2015年宣布破产，成为首个倒闭的上市P2P公司。

### 中國大陆
2006年，宜信在中國大陸成立，是中國大陸最早開展網絡借貸的公司。
2013年，香港WeLab成立，與中國大陸借贷平台「我来贷」為同一集團，由紅杉資本和李嘉誠的TOM集團支持。
2015年时，中国大陆的网络借贷平台数达到高峰，估计有3,500家。同年12月，e租宝因涉嫌非法集资被取缔，案值超过500亿。12月28日，在中国大陆由银监会会同工业和信息化部、公安部、国家互联网信息办公室等部门研究起草的《网络借贷信息中介机构业务活动管理暂行办法（征求意见稿）》由国务院法制办正式对外发布，征求公众意见。此后，P2P借贷平台陆续爆出案值逾百亿的大案，如2016年上海快鹿集团案，2017年南京钱旺集团案。
截至2020年3月31日，中国大陆實際在經營的網貸機構僅剩139家。2021年1月15日，在国务院新闻办公室的新闻发布会上，中国人民银行副行长陈雨露表示：为防范金融风险，已将P2P平台已全部“清零”。
2021年，深圳市公安局發佈通報小牛资本集團有限公司涉嫌集資詐騙、非法吸收公眾存款，小牛資本旗下的P2P平台為“小牛在線”，私募平台為“小牛投資”。

### 台灣
2016年2月，由瑞保網路科技股份有限公司開發的LnB信用市集上線，是台湾首家网络借贷平台。
2016年4月，矽谷創投家陳五福宣布投資LnB信用市集。
2016年9月，Bznk必可 （页面存档备份，存于）企業募資平台成立，為台灣首家以企業應收帳款解決方案的網路借貸媒合平台。
2018年5月，LnB信用市集與渣打銀行合作，推動完全數位化線上信貸，為全台第一個和正規銀行合作之P2P借貸服務。
2019年12月，Bznk必可企業募資平台與「遠東商銀Bankee」合作類證券交割模式，將交易金流交付銀行管理，為第一家將資訊流及金流獨立管理的業者，協助台灣中小企業解決應收帳款天期過長之問題，透過群眾募資媒合資金使企業提前收回帳款，提升資金週轉率，營運現金水位不斷提高，進而強化中小企業整體競爭力。
2023年10月，金管會通過行業指導原則 （页面存档备份，存于），對行業健全建立良好基礎。
P2P平臺業者提供之服務模式不得涉及金融特許業務。包括但不限於：(1)不得有銀行法「收受存款」及電子支付機構管理條例「收受儲值款項」等行為。(2)不得有證券交易法「發行有價證券」及金融資產證券化條例「發行受益證券或資產基礎證券」等情事。
P2P平臺業者之風險控管機制包括(1)借貸雙方採實名制、(2)借貸款項之金流處理控管原則、(3)相關審核機制、(4)借款限額控管、(5)出借限額控管、(6)不法行為之防制。

### 新加坡
P2P貸款在新加坡也被稱為「Marketplace Lending」，著重於中小企業貸款，新加坡最少有8家此類群眾募資網站。